# 髌丛
这是一个位于髌骨、髌韧带和胫骨上端前面的精细的神经丛，由以下几条分支构成：

1）外侧皮神经前支

2）中间皮神经

3）内侧皮神经前支

4）隐神经髌下支。